# Målkvot
Målkvot, (på engelska goal average) är en sportterm främst inom lagsport som fotboll och används för att avgöra den inbördes placeringen av lagen i en serie då ett eller flera lag har lika många poäng. Målkvoten beräknas för ett lag genom att dividera lagets totala antalet gjorda mål med dess totala antalet insläppta mål. Ett lag som har gjort 24 mål och släppt in 20 har målkvoten 1,2 (24 dividerat med 20). Vid lika antal poäng placeras det lag med den högre målkvot först.
Målkvot användes bland annat i Fotbollsallsvenskan fram till tidigt 1940-tal, i världsmästerskapet i fotboll för herrar fram till och med Världsmästerskapet i fotboll 1966 samt i Engelska ligan fram till och med säsongen 1975/1976. Målkvoten ersattes av målskillnad vilket beräknas genom skillnaden mellan ett lags totala antalet gjorda mål med dess totala antalet insläppta mål. Ett lag som har gjort 24 mål och släppt in 20 har en målskillnad på +4 (24 minus 20). Vid lika antal poäng placeras det lag med den större målskillnaden först.
Målkvoten har numera i de flesta sammanhang ersatts av målskillnad, trots att det är sämre att vinna med 3-2 än 1-0 (tvärtemot vid målkvot).